# إرنستو كوكياروني
كان إرنستو كوكياروني (بالإيطالية: Ernesto Cucchiaroni) (16 نوفمبر 1927 - 4 يوليو 1971) لاعب كرة قدم أرجنتينيًا ولد في بوساداس بالأرجنتين، والذي لعب آخر مرة كجناح أيسر لنادي سامبدوريا الإيطالي. خلال الفترة التي قضاها في إيطاليا، فاز بلقب الدوري الإيطالي 1956–57 مع ميلان. على المستوى الدولي، فاز ببطولة أمريكا الجنوبية عام 1955 مع منتخب الأرجنتين لكرة القدم.